# Bâcu (okręg Giurgiu)
Bâcu – wieś w Rumunii, w okręgu Giurgiu, w gminie Joița. W 2011 roku liczyła 1700 mieszkańców.